# Micropora coriacea
Micropora coriacea är en mossdjursart som först beskrevs av Johnston 1847.  Micropora coriacea ingår i släktet Micropora och familjen Microporidae. Utöver nominatformen finns också underarten M. c. inarmata.